# 华意压缩
华意压缩机股份有限公司 （深交所：000404）是中国深圳证券交易所的一家从事专用设备制造业的上市公司，成立于1996年6月13日。公司总股本为32458.122万股（2009年）。
公司总部位于江西省景德镇市高新区长虹大道1号，法人代表为刘体斌。